# Фоминская (Пермогорское сельское поселение)
Фоминская — деревня в Красноборском районе Архангельской области. Входит в состав Пермогорского сельского поселения.

## География
Деревня находится в юго-восточной части Архангельской области, на левом берегу реки Северная Двина, на расстоянии приблизительно 20 км (по прямой) к северо-западу от села Красноборск, административного центра района.

### Часовой пояс
Деревня Фоминская, как и вся Архангельская область, находится в часовой зоне МСК (московское время). Смещение применяемого времени относительно UTC составляет +3:00.

## История
В 1859 году в деревне Сольвычегодского уезда Вологодской губернии насчитывалось 5 дворов, проживало 30 человек.

## Население
| 2010 |
| ---- |
| 0    |

### Национальный состав
Согласно результатам переписи 2002 года, в национальной структуре населения русские составляли 100 % из 4 чел.